# Anri Okita
Anri Okita (沖田杏梨, Okita Anri), née le 28 octobre 1986 à Birmingham, est une idole chanteuse compositrice et ancienne actrice pornographique japonaise d'origine britannique. De 2016 à 2017, Okita était membre du groupe Ebisu Muscats,,.